# Iacob Lazăr
Iacob G. Lazăr (n. 28 martie 1884, Peșteș, județul Bihor - d. 1951) a fost un deputat în Marea Adunare Națională de la Alba Iulia, organismul legislativ reprezentativ al „tuturor românilor din Transilvania, Banat și Țara Ungurească”, cel care a adoptat hotărârea privind Unirea Transilvaniei cu România, la 1 decembrie 1918.:p. 77 A devenit ulterior deputat, senator și președinte al Casei Naționale Bihor.

## Activitate didactică
A fost profesor la Institutul Teologic Ortodox din Arad între anii 1908-1922, profesor la Facultatea de Drept din Oradea, decan al Facultății de Drept din Oradea (1925-1927), doctor în teologie, profesor de drept bisericesc la Facultatea de Drept din Oradea (1934-1938), profesor la Facultatea de Drept din Cluj, iar de la 1 decembrie 1918 a fost profesor la Facultatea de Teologie a Universității din București.

## Activitate politică
A fost deputat și senator din Arad  și delegat la Marea Adunare Națională de la Alba Iulia din 18 noiembrie/ 1 decembrie 1918 în calitate de reprezentant al Cercului Arad.

## Activitate publicistică
Între anii 1918-1919, Iacob Lazăr a făcut parte din redacția ziarului „Românul” din Arad.

## Decorații
1921- a primit Ordinul Coroana României în grad de ofițer
1930- a primit Steaua României în grad de ofițer 